# Međugor
Međugor (izvirno srbsko Међугор) je naselje v Srbiji, ki upravno spada pod Občino Sjenica; slednja pa je del Zlatiborskega upravnega okraja.

## Demografija
V naselju, katerega izvirno (srbsko-cirilično) ime je Међугор, živi 113 polnoletnih prebivalcev, pri čemer je njihova povprečna starost 28,7 let (28,1 pri moških in 29,3 pri ženskah). Naselje ima 28 gospodinjstev, pri čemer je povprečno število članov na gospodinjstvo 6,29.
To naselje je, glede na rezultate popisa iz leta 2002, večinoma bošnjaško.
|  |

| Demografija | Demografija     | Demografija     |
| Leto        | Št. prebivalcev | Št. prebivalcev |
| ----------- | --------------- | --------------- |
|             |                 |                 |
|             |                 |                 |
|             |                 |                 |
|             |                 |                 |
| 1948        | 172             |                 |
| 1953        | 160             |                 |
| 1961        | 161             |                 |
| 1971        | 149             |                 |
| 1981        | 167             |                 |
| 1991        | 162             | 162             |
| 2002        | 203             | 176             |
|             |                 |                 |

| Etnična sestava po popisu iz leta 2002 | Etnična sestava po popisu iz leta 2002 | Etnična sestava po popisu iz leta 2002 | Etnična sestava po popisu iz leta 2002 | Etnična sestava po popisu iz leta 2002 |
| -------------------------------------- | -------------------------------------- | -------------------------------------- | -------------------------------------- | -------------------------------------- |
| Bošnjaki                               | Bošnjaki                               |                                        | 174                                    | 98,86%                                 |
| Neznano                                | Neznano                                |                                        | 1                                      | 0,56%                                  |